# Hengjang
Hengjang (egyszerűsített kínai írással: 衡阳, pinjin: Héngyáng) prefektúra szintű város Kínában, Hunan tartományban. Lakosainak száma 6 645 243 fő (2020).

## Népesség
| 2018 | 7 243 400 |
| 2020 | 6 645 243 |

## Testvérvárosok
- Călărași